# Tifinagh
Tifinagh (in Berber-Latijns alfabet: Tifinaɣ; in Neo-Tifinagh: ⵜⵉⴼⵉⵏⴰⵖ; in Toeareg Tifinagh: ⵜⵊⵉⵏⵗ of ⵜⵊⵏⵗ) is een abjad-schrift gebruikt voor het schrijven van de Berbertalen.
Neo-Tifinagh, is een modern alfabetische afgeleide van het traditionele schrift, dat werd geïntroduceerd in de 20e eeuw. Een licht aangepaste versie van het traditionele schrift, dat Tifinagh IRCAM wordt genoemd, wordt gebruikt in een aantal Marokkaanse basisscholen om de Berbertalen aan kinderen te onderwijzen, alsmede in een aantal publicaties.

## Terminologie
Tifinagh is de naam die gebruikt wordt voor een aantal verschillende schriftsoorten:
1. het oude Libische schrift,
2. het schrift dat door de Toeareg in de Sahara gebruikt werd,
3. en het schrift dat tegenwoordig in Marokko als officieel schrift voor de Berberse taal gebruikt wordt.

De naam Tifinagh betekent "de Fenicische letters", of eventueel de zin "tifin negh", wat 'onze uitvinding' betekent.

## Geschiedenis

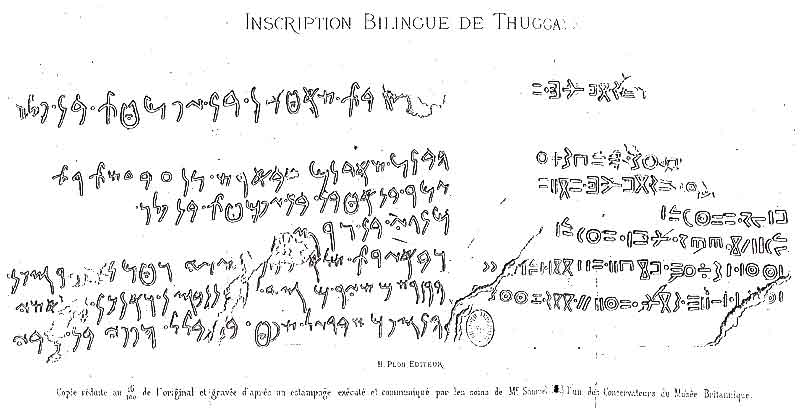
Tweetalige inscriptie uit Thugga; links Punisch, rechts Numidisch

Het Libische schrift (beter gekend als "Libyco-Berbers schrift") werd in Noord-Afrika gebruikt. De oostelijke variant, ook wel Numidisch genoemd, is grotendeels ontcijferd dankzij het bestaan van tweetalige inscripties. Het schrift kan beschouwd worden als een oude vorm van het huidige Tifinagh. Er zijn vele inscripties in dit schrift bewaard gebleven, waarvan een aantal tweetalige teksten in ofwel Latijn en Numidisch (8 stuks) ofwel Punisch en Numidisch (10 stuks). De insciptie van Micipsa van 138 v.Chr. is het oudste voorbeeld van het laatste. Desondanks is de inhoud van de inschriften grotendeels een raadsel. De westelijke variant van het Libische schrift, ook wel Moors genoemd, kan nog niet gelezen worden. Dit Libische schrift verdween, of was al verdwenen, toen de Arabieren kwamen. Alleen in de Sahara onder de nomadische Toeareg handhaafde het schrift zich onder de naam Tifinagh.
Het Tifinagh werd gebruikt voor korte teksten op rotsen, op wapens, op kleding. De schrijfrichting was vrij, van links naar rechts, of van rechts naar links, of van boven naar onder, of van onder naar boven. In recente teksten is van rechts naar links de meest gebruikte richting, in oude teksten was het vaak van onder naar boven. Voor de 20e eeuw bestonden er geen boeken geschreven in dit schrift.
Het Libische schrift en het Tifinagh zijn consonantenschriften. Klinkers worden niet (of alleen aan het einde van een woord) weergegeven. In Marokko is wat soms neo-Tifinagh genoemd wordt ontwikkeld voor hedendaags gebruik. Nieuwe symbolen zijn bedacht voor klinkers en voor een aantal andere klanken. De oude symbolen die uit twee of meer punten of strepen bestonden zijn vervangen door symbolen die geschreven kunnen worden zonder de pen van het papier te halen. Neo-Tifinagh wordt van links naar rechts geschreven.

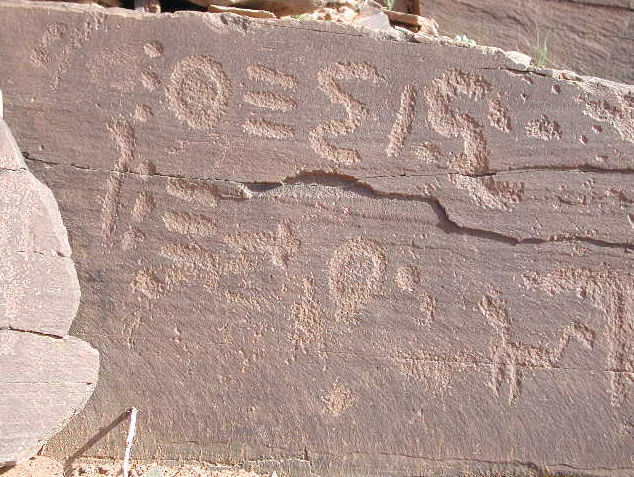
Libyco-Berbers schrift
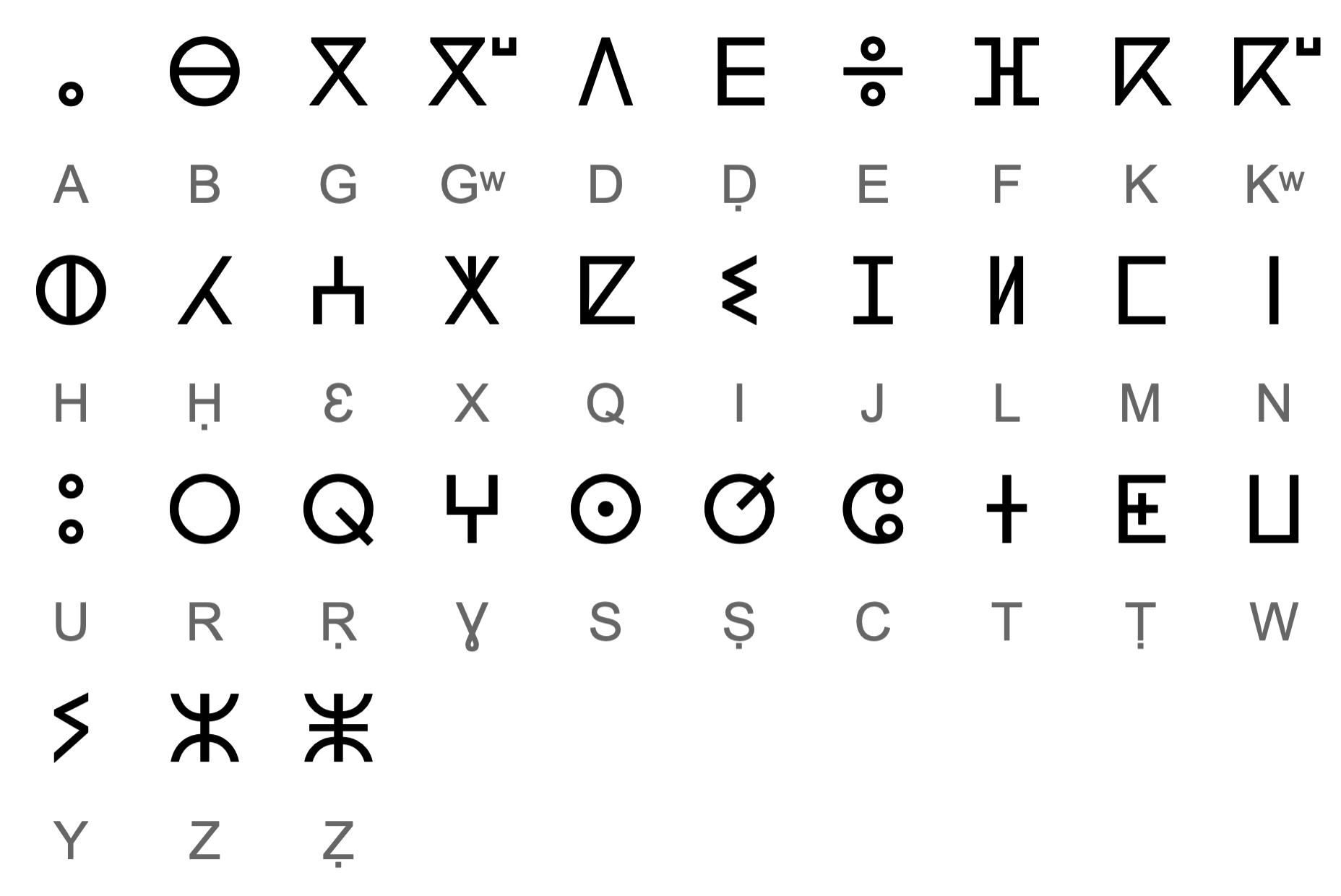
Neo-Tifinagh
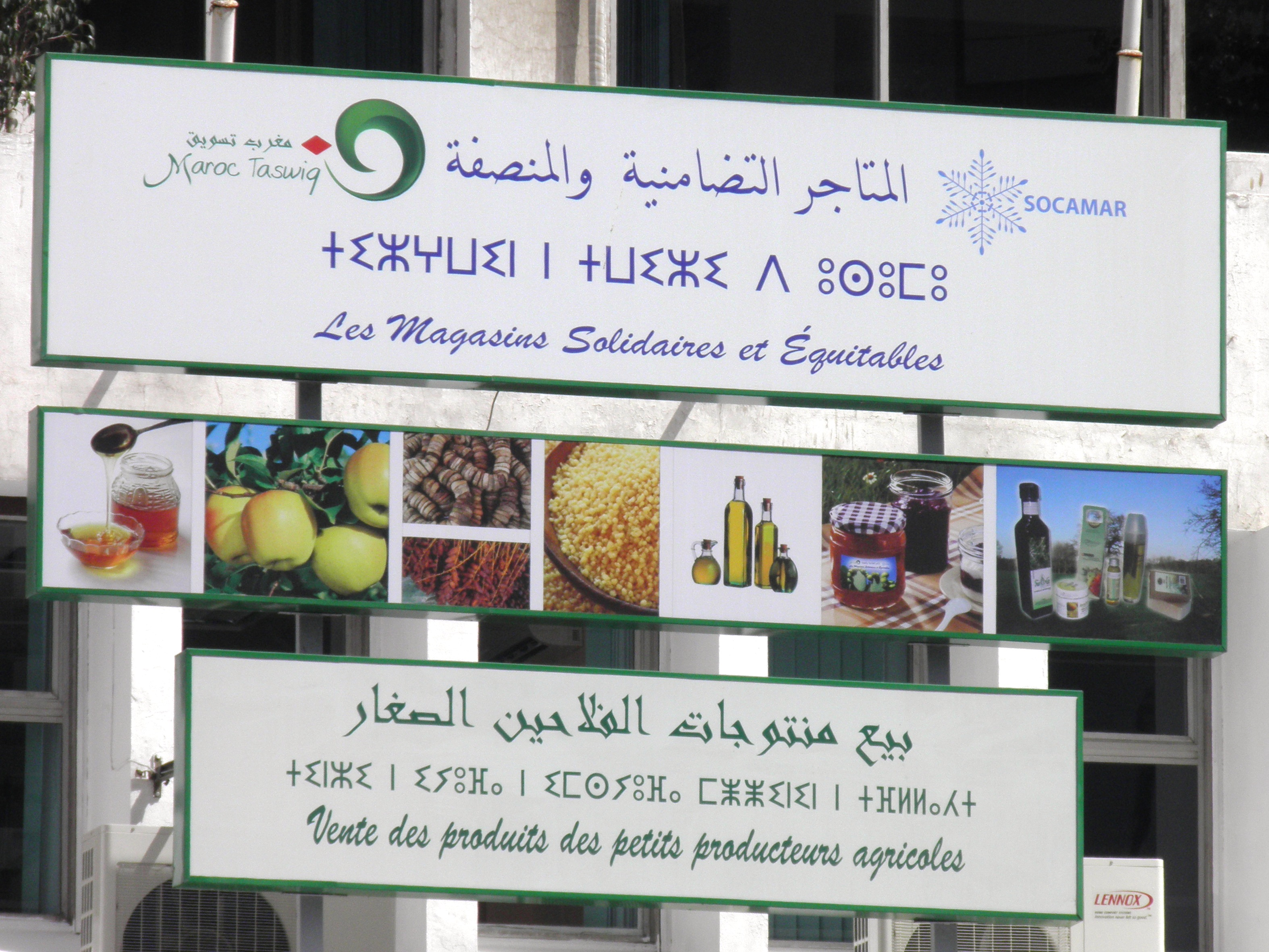
Tifinagh, Arabisch en Frans boven een Marokkaanse winkel
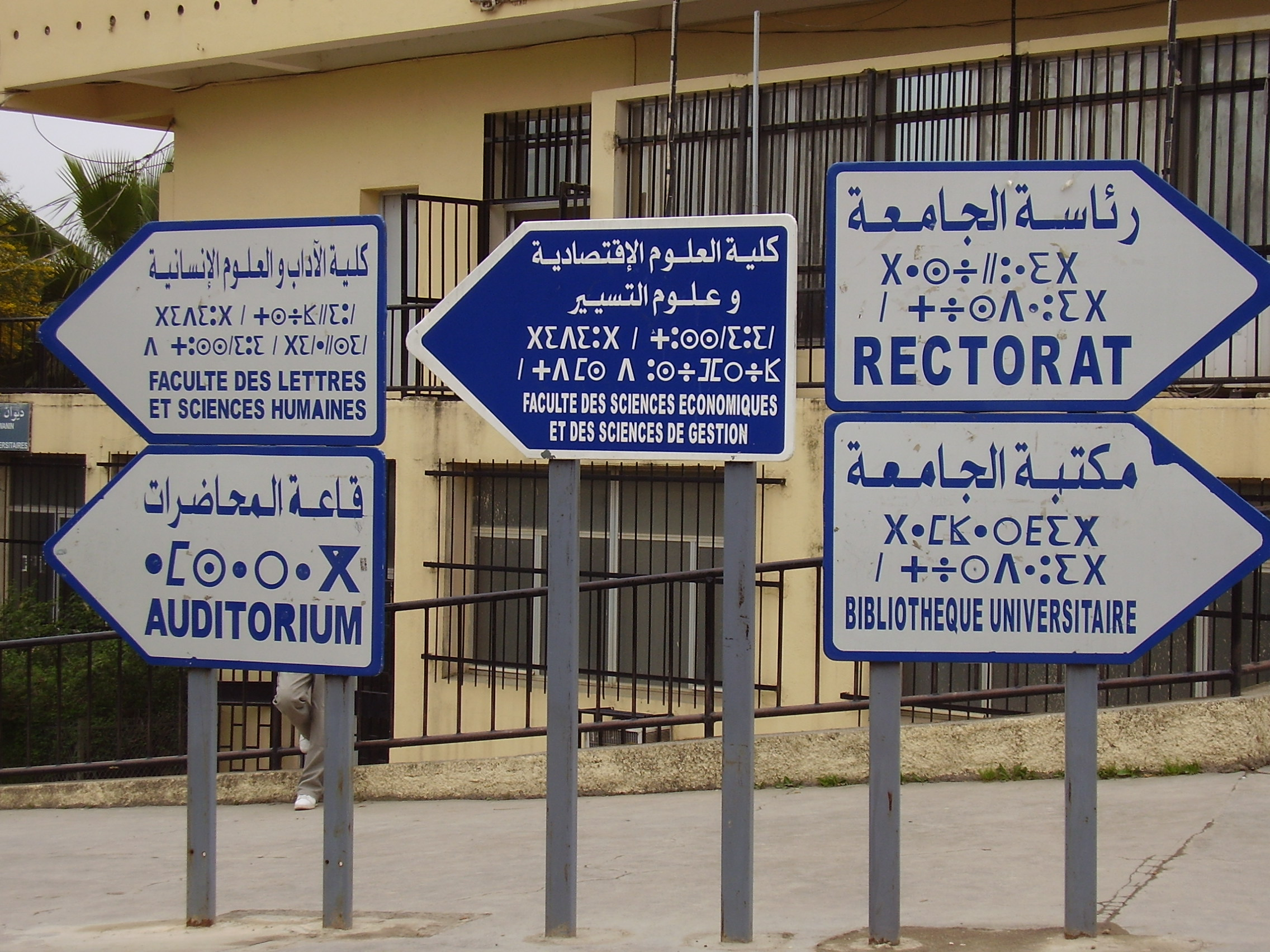
Wegwijzers in het Arabisch, Tifinagh en Frans

## Unicode
Nu dit een levend schrift is, is het in 2004 toegevoegd aan Unicode, in het interval 2D30-2D7F. (Het Sahara-Tifinagh kan nog niet met Unicode geschreven worden.) Neo-Tifinagh is ontwikkeld door IRCAM.
| Code      | Char | Unicode | Transliteratie | Naam               |
| --------- | ---- | ------- | -------------- | ------------------ |
| 2D30      |      | ⴰ       | a              | ya                 |
| 2D31      |      | ⴱ       | b              | yab                |
| 2D32      |      | ⴲ       | bh             | yabh               |
| 2D33      |      | ⴳ       | g              | yag                |
| 2D34      |      | ⴴ       | gh             | yaghh              |
| 2D35      |      | ⴵ       | dj             | Berber Academy yaj |
| 2D36      |      | ⴶ       | dj             | yaj                |
| 2D37      |      | ⴷ       | d              | yad                |
| 2D38      |      | ⴸ       | d.             | yadh               |
| 2D39      |      | ⴹ       | d.             | yadd               |
| 2D3A      |      | ⴺ       | d.             | yaddh              |
| 2D3B      |      | ⴻ       | e              | yey                |
| 2D3C      |      | ⴼ       | f              | yaf                |
| 2D3D      |      | ⴽ       | k              | yak                |
| 2D3E      |      | ⴾ       | k              | Tuareg yak         |
| 2D3F      |      | ⴿ       | kh             | yakhh              |
| 2D40      |      | ⵀ       | h              | yah                |
| 2D41      |      | ⵁ       | h              | Berber Academy yah |
| 2D42      |      | ⵂ       | h              | Tuareg yah         |
| 2D43      |      | ⵃ       | h.             | yahh               |
| 2D44      |      | ⵄ       | a              | yaa                |
| 2D45      |      | ⵅ       | kh             | yakh               |
| 2D46      |      | ⵆ       | kh             | Tuareg yakh        |
| 2D47      |      | ⵇ       | q              | yaq                |
| 2D48      |      | ⵈ       | q              | Tuareg yaq         |
| 2D49      |      | ⵉ       | i              | yi                 |
| 2D4A      |      | ⵊ       | j              | yazh               |
| 2D4B      |      | ⵋ       | j              | Ahaggar yazh       |
| 2D4C      |      | ⵌ       | j              | Tuareg yazh        |
| 2D4D      |      | ⵍ       | l              | yal                |
| 2D4E      |      | ⵎ       | m              | yam                |
| 2D4F      |      | ⵏ       | n              | yan                |
| 2D50      |      | ⵐ       | ny             | Tuareg yagn        |
| 2D51      |      | ⵑ       | ng             | Tuareg yang        |
| 2D52      |      | ⵒ       | p              | yap                |
| 2D53      |      | ⵓ       | u              | yu                 |
| 2D54      |      | ⵔ       | r              | yar                |
| 2D55      |      | ⵕ       | r.             | yarr               |
| 2D56      |      | ⵖ       | gh             | yagh               |
| 2D57      |      | ⵗ       | gh             | Tuareg yagh        |
| 2D58      |      | ⵘ       | gh             | Ayer yagh          |
| 2D59      |      | ⵙ       | s              | yas                |
| 2D5A      |      | ⵚ       | s.             | yass               |
| 2D5B      |      | ⵛ       | sh             | yash               |
| 2D5C      |      | ⵜ       | t              | yat                |
| 2D5D      |      | ⵝ       | t.             | yath               |
| 2D5E      |      | ⵞ       | ch             | yach               |
| 2D5F      |      | ⵟ       | t.             | yatt               |
| 2D60      |      | ⵠ       | v              | yav                |
| 2D61      |      | ⵡ       | w              | yaw                |
| 2D62      |      | ⵢ       | y              | yay                |
| 2D63      |      | ⵣ       | z              | yaz                |
| 2D64      |      | ⵤ       | z              | Tawellemet yaz     |
| 2D65      |      | ⵥ       | z.             | yazz               |
| 2D6F      |      | ⵯ       | +w             | Labialization mark |
|           |      |         |                |                    |
| 2D5C 2D59 |      | ⵜⵙ      | ts             | yats               |
| 2D37 2D63 |      | ⴷⵣ      | dz             | yadz               |
| 2D5C 2D5B |      | ⵜⵙ      | ch             | yach               |
| 2D37 2D4A |      | ⴷⵊ      | dj             | yadzh              |